# Globonectria cochensis
Globonectria cochensis — вид грибів, що належить до монотипового роду  Globonectria.